# Piptocoma niceforoi
Piptocoma niceforoi là một loài thực vật có hoa trong họ Cúc. Loài này được (Cuatrec.) Pruski miêu tả khoa học đầu tiên năm 1996.